# Armoriale dei comuni della provincia di Arezzo

Stemma della Provincia di Arezzo

Questa pagina contiene le armi (stemmi e blasonature) dei comuni della provincia di Arezzo.
| Comune                     | Blasonatura | Gonfalone |
| -------------------------- | --- | --- |
| Anghiari                   | Troncato d'argento e di rosso; l'argento caricato di un giglio di Firenze del secondo D.C.G del 15 luglio 1929 | Drappo di tre pezzi dai colori rosso, giallo e rosso, poste in palo, riccamente ornato di ricami d'argento e caricato dello stemma comunale con l'iscrizione centrata in argento: Comune di Anghiari R.D. del 25 novembre 1937 |
| Arezzo                     | D'argento al cavallo rivolto, allegro, inalberato di nero D.C.G del 9 luglio 1931 | Nell'antica forma dei gonfaloni toscani: di rosso caricato dello stemma civico con l'iscrizione centrata in argento: comune di Arezzo. L'asta a forma di picca, cravatta e nastri tricolorati, dai colori nazionali, frangiati d'argento. D.C.G del 9 luglio 1931 |
| Badia Tedalda              | Di rosso, alla fascia alzata di azzurro, caricata di due stelle di sei raggi d'oro, accompagnata in punta da tre bisanti dello stesso D.C.G del 29 aprile 1930 | |
| Bibbiena                   | Di rosso, al leone d'argento lampassato del campo, rampante sull'asta d'oro di una bandiera bifida d'argento, crociata di rosso D.C.G del 18 giugno 1930 | Drappo di colore rosso, ornato di ricami d'argento e caricato dello stemma comunale con la iscrizione centrata in argento: Comune di Bibbiena D.P.R. del 2 marzo 1984 |
| Bucine                     | D'argento al leone tenente con la branca anteriore sinistra una cornucopia vuota, d'oro, poggiante sulla zampa destra, posteriore | Drappo partito di bianco e di giallo riccamente ornato di ricami d'argento, caricato dello stemma sopra descritto con l'iscrizione centrata in argento: Comune di Bucine. D.P.R. del 16 agosto 1952 Gonfalone in uso: Drappo di bianco riccamente ornato di ricami d'argento, caricato dello stemma sopra descritto con l'iscrizione centrata in argento: Comune di Bucine                                                                                        |
| Capolona                   | D'azzurro, alla torre d'argento, sormontata da una testa di leone d'oro alla quale è sovrapposto un portale aperto, accostato da due stelle (6) d'oro | Drappo color cremisi con tre cuspidi sul lato inferiore di lunghezza diversa, rifinite con frange dorate. Fregi in oro seguono il contorno. Al centro è collocato lo stemma sormontato dalla scritta Comune di Capolona. |
| Caprese Michelangelo       | Partito: nel primo d'azzurro alla quercia piantata sulla campagna, il tutto al naturale, sinistrata da un ariete d'argento, saliente al fusto; nel secondo, d'azzurro, a due bande d'oro. | Drappo di rosso… |
| Castelfranco Piandiscò     | Partito: il primo d'azzurro, al leone d'oro, afferrante con la zampa anteriore destra la bandiera, astata di nero, posta in sbarra, con il drappo bifido d'argento, caricato dalla croce di rosso, sventolante a sinistra in capo, esso leone tenente con la zampa posteriore destra la palma di verde, posta in banda; il secondo di rosso, al giglio fiorentino d'argento. Ornamenti esteriori da Comune D.P.R. del 12 maggio 2014 | Drappo partito di rosso e d'azzurro, riccamente ornato di ricami d'argento e caricato dallo stemma sopra descritto con la iscrizione centrata in argento, recante la denominazione del Comune di CASTELFRANCO PIANDISCÒ. Le parti in metallo ed i cordoni saranno argentati. Nella freccia sarà rappresentato lo stemma del Comune e sul gambo inciso il nome. Cravatta con nastri tricolorati dai colori nazionali frangiati d'argento D.P.R. del 12 maggio 2014 |
| Castel Focognano           | D'azzurro, alla torre merlata a due piani cimata da una bandiera bifida d'argento alla croce di rosso, accompagnata in punta da un fuoco al naturale D.P.C.M. del 16 settembre 1953 | Drappo d'azzuro riccamente ornato di ricami d'argento e caricato dello stemma del comune con l'iscrizione centrata in argento: Comune di Castel Focognano D.P.R. del 31 luglio 1954 |
| Castel San Niccolò         | D'azzurro al monte all'italiana di tre cime di verde, (2,1) movente dalla punta e sormontato da un sole d'oro D.C.G. del 3 giugno 1929 | Drappo di azzurro… |
| Castiglion Fibocchi        | D'azzurro, al giglio fiorito e bottonato d'oro D.C.G del 21 giugno 1928 | Drappo partito di rosso e di bianco |
| Castiglion Fiorentino      | D'azzurro alla figura di san Michele, in atto di uccidere il drago | Drappo di azzurro… |
| Cavriglia                  | D'azzurro, alla fascia d'oro, accompagnata in capo da tre stelle dello stesso, male ordinate ed in punta da un disco d'argento, caricato da un giglio di rosso. D.P.C.M. del 15 marzo 1951 | Drappo di colore azzurro, riccamente ornato di ricami d'argento e caricato dello stemma comunale con l'iscrizione centrata in argento: Comune di Cavriglia. D.P.R. del 18 aprile 1951 |
| Chitignano                 | D'oro, a due draghi di verde, affrontati | Drappo azzurro bordato d'oro, con scritta dorata "Comune di Chitignano", tra le due parole è raffigurato lo stemma |
| Chiusi della Verna         | Di rosso, alla fascia d'azzurro, caricata di tre gigli e sostenente una crocetta ancorata, il tutto d'oro | Drappo di colore giallo caricato dell'arma sopra descritta ed ornato di ricchi fregi d'argento |
| Civitella in Val di Chiana | D'azzurro, al castello di fortezza torricellato di un pezzo e merlato alla ghibellina al naturale, poggiato su una campagna di verde D.C.G. del 20 ottobre 1936 | Drappo di colore azzurro, riccamente ornato di ricami d'argento e caricato dello stemma civico con l'iscrizione centrata in argento: Civitella in Val di Chiana (all'epoca della concessione la scritta riportava ‹Comune di Civitella della Chiana›) |
| Cortona                    | Di rosso, al leone alato d'argento, sostenente nelle branche anteriori un libro caricato delle lettere S M | Drappo appuntato di rosso… |
| Foiano della Chiana        | Di rosso, al giglio d'oro D.P.R. del 18 maggio 1995 | Drappo di rosso… |
| Laterina Pergine Valdarno  | Il comune non ha ancora adottato uno stemma | Il comune non ha ancora adottato un gonfalone |
| Loro Ciuffenna             | Campo di cielo a tre piante di alloro, sostenute da tre colline verdeggianti | Drappo partito di verde e di azzurro… |
| Lucignano                  | Di rosso, al grifo d'oro, linguato di rosso, armato di nero, accompagnato nel canton destro del capo dalla stella di otto raggi d'oro. Ornamenti esteriori da Comune D.P.R. del 31 luglio 1997 | Drappo di giallo… |
| Marciano della Chiana      | Di verde, al giglio d'oro. | Drappo di colore rosso, riccamente ornato di ricami d'argento e caricato dello stemma del comune con la iscrizione centrata in argento: Comune di Marciano della Chiana. DPR del 1º dicembre 1952 |
| Monte San Savino           | D'argento, al giglio fiorentino di rosso, sostenuto da un monte di sei colli all'italiana dello stesso, con due rami di savina, al naturale, nascenti dalla cima dei secondi. D.P.C.M. del 18 gennaio 1961 | Drappo di verde, riccamente ornato di ricami d'argento e caricato dello stemma comunale con l'iscrizione centrata in argento: Comune di Monte San Savino. D.P.R. del 25 agosto 1961 |
| Montemignaio               | D'azzurro, al monte di sei vette d'oro 3,2,1, accompagnato in capo da un giglio d'argento | Drappo d'azzurro |
| Monterchi                  | Di rosso alla figura di Ercole, in atto di trattenere un drago di verde, posto sulla pianura erbosa | |
| Montevarchi                | Di rosso, al monte di sei cime di verde, 3, 2, 1; capo d'Angiò | Drappo di rosso… |
| Ortignano Raggiolo         | Partito: il primo d'argento, al leone di rosso; il secondo, interzato in fascia: a) d'argento ad una clessidra di rosso; b) d'argento alla lettera R di nero, raggiata di rosso; c) di rosso murato d'argento D.P.R. del 4 novembre 1965 | Drappo partito, di rosso e di bianco riccamente ornato di ricami d'argento e caricato dello stemma sopra descritto con la iscrizione centrata in argento: Comune di Ortignano Raggiolo D.P.R. del 4 novembre 1965 |
| Pieve Santo Stefano        | D'argento, al castello di due torri, al naturale, fondato sulla pianura, sostenente una figura di santo Stefano tenente nella mano destra una bandiera di azzurro svolazzante a sinistra. | |
| Poppi                      | D'argento, a due leoni d'oro, affrontati, sostenenti un piccolo giglio di Firenze, di rosso D.C.G. del 23 giugno 1929 | Drappo di rosso… |
| Pratovecchio Stia          | Partito: al primo di rosso, al semigiglio d'argento; al secondo di argento, alla testa strappata di leone di rosso. Ornamenti esteriori di Comune. | |
| San Giovanni Valdarno      | D'argento, al San Giovanni Battista al naturale, su campagna di verde fiorita. Ornamenti esteriori di Città. D.P.R. del 9 ottobre 1975 | Drappo di bianco riccamente ornato di ricami d'oro e caricato dello stemma sopra descritto D.P.R. del 9 ottobre 1975 |
| Sansepolcro                | Troncato: nel primo di nero, nel secondo d'argento, al sepolcro col Cristo risorgente attraversante, il tutto al naturale Concessione stemma con D.C.G. del 26 marzo 1935 (prima concessione con D.C.G del 17 ottobre 1929: troncato: nel 1º di nero, all'urna cineraria di azzurro, con vetri; nel 2º di argento) | |
| Sestino                    | Partito d'oro e di verde, alla figura di un idolo, poggiante su un tronco di legno, tenente nella mano destra un compasso e nella sinistra un globo. Motto "Sestinum est civitas magna". | Drappo di azzurro… |
| Subbiano                   | D'oro al Giano bifronte di carnagione, con la figura a destra in età giovanile, capelluta di castano al naturale, e con quella a sinistra in età avanzata, capelluta e barbuta di grigio al naturale. Ornamenti esteriori da comune. | Drappo di giallo riccamente ornato di ricami d'argento e caricato dello stemma sopra descritto con l'iscrizione centrata in argento, recante la denominazione del comune. |
| Talla                      | D'oro, al leone di rosso, posto su un monte all'italiana, di tre cime di verde, tenente con le branche uno scudetto ovale d'argento, caricato del giglio fiorentino di rosso; capo di rosso, alla croce d'argento. D.P.R. del 13 febbraio 1977 | Drappo di rosso amaranto, riccamente ornato di ricami d'argento e caricato dello stemma sopra descritto con la iscrizione centrata in argento: Comune di Talla. D.P.R. del 13 febbraio 1977 |
| Terranuova Bracciolini     | D'azzurro alla figura di Sant'Antonio da Padova, posto su una pianura al naturale | |

## Ex comuni
| Ex Comune             | Note                                                                            | Blasonatura | Gonfalone |
| --------------------- | ------------------------------------------------------------------------------- | --- | --- |
| Castelfranco di Sopra | Dal 2014 soppresso per la costituzione del comune di Castelfranco Piandiscò.    | Di azzurro al leone d'oro, la zampa posteriore destra appoggiata a un ramoscello di palma di verde, e tenente nella branca anteriore destra una bandiera bifida d'argento alla croce di rosso D.P.R. del 24 marzo 1994 | Drappo di rosso… D.P.R. del 24 marzo 1994 |
| Laterina              | Dal 2018 soppresso per la costituzione del comune di Laterina Pergine Valdarno. | D'azzurro al leone d'oro affrontato al tronco di un albero di verde fustato al naturale e nodrito sulla sommità di un monte di 6 cime, ristretto all'italiana, d'oro. Ornamenti esteriori da Comune alias D'azzurro, al monte di sei cime d'oro all'italiana, col pino nodrito sulla vetta, sinistrato e sostenuto da un leone d'oro D.P.C.M. del 3 settembre 1951 | |
| Moggiona              | Unito al comune di Poppi.                                                       | | |
| Pergine Valdarno      | Dal 2018 soppresso per la costituzione del comune di Laterina Pergine Valdarno. | D'argento, alla fascia di rosso accompagnata da tre anelletti dello stesso, due in capo e uno in punta. D.P.C.M. del 10 febbraio 1955 | Drappo partito di argento e di rosso, riccamente ornato di ricami d'argento e caricato dello stemma comunale con l'iscrizione centrata in argento: Comune di Pergine Valdarno. D.P.R. del 25 settembre 1955 |
| Pian di Scò           | Dal 2014 soppresso per la costituzione del comune di Castelfranco Piandiscò.    | Di rosso al giglio fiorentino di colore argento, sormontato da corona turrita e con ornamenti partenti dal basso di ramo di quercia ed alloro legati fra loro alias di rosso, al giglio di argento. | |
| Pratovecchio          | Dal 2014 soppresso per la costituzione del comune di Pratovecchio Stia.         | D'argento, al leone di rosso, lampassato dello stesso, rampante sull'asta di una bandiera d'argento caricata di un giglio di Firenze di rosso | Drappo di bianco… |
| Stia                  | Dal 2014 soppresso per la costituzione del comune di Pratovecchio Stia.         | Inquartato: nel primo per la rappresentazione del fiume Arno, di azzurro, alla pianura erbosa e seduto sopra di essa un vecchio di carnagione, con la mano destra appoggiata ad un'anfora dalla quale sgorga il fiume; nel secondo d'azzurro, al leone di rosso, tenente nelle branche anteriori una bandiera d'argento caricata da un giglio di rosso; nel terzo d'oro, al castello di rosso, accompagnato da una stella e da un giglio d'oro; nel quarto d'azzurro, all'agnello d'argento, tenente una bandiera dello stesso, caricata di una croce di rosso. | Partito di bianco e di azzurro… |